# Duportella tristiculoides
Duportella tristiculoides är en svampart som beskrevs av Sheng H. Wu & Z.C. Chen 1993. Duportella tristiculoides ingår i släktet Duportella och familjen Peniophoraceae.   Inga underarter finns listade i Catalogue of Life.